# Lanterne des morts de Saint-Pierre-d'Oléron
La lanterne des morts de Saint-Pierre-d'Oléron est un monument funéraire édifié au XIIe siècle, au centre de ce qui était alors le cimetière paroissial (aujourd'hui place Camille Mémain). Cette imposante tour octogonale s'élève à 23,40 mètres.

## Présentation
Les régions du centre-ouest de la France conservent de nombreux exemples de lanternes des morts, édicules situés au cœur des cimetières et dont l'hypothèse la plus couramment admise est qu'ils servaient de fanaux destinés au culte des défunts. Celle de Saint-Pierre-d'Oléron est une des plus célèbres de Charente-Maritime avec celle de Fenioux, qui, bien que sensiblement moins élevée, présente des similitudes et date de la même époque. 
La Charente voisine conserve également de nombreux témoignages de cette forme d'art chrétien, telle la lanterne de Cellefrouin, pour ne citer qu'une des plus connues. Il en est de même pour l'ensemble du Poitou, du Périgord et du Limousin, sans exclure d'autres régions, où leur concentration est moindre.

## Description
La lanterne des morts de Saint-Pierre-d'Oléron se distingue de ses consœurs par sa taille, près de 25 mètres en comptant la plateforme sur laquelle elle est construite, quand la moyenne est d'environ 6 à 10 mètres pour de telles constructions. Elle apparaît ainsi comme un repère majeur dans le paysage urbain, en même temps qu'une curiosité architecturale et une attraction touristique. 
Sans doute édifiée au XIIe siècle, elle se présente comme une tour octogonale aux longues lignes ascendantes, pouvant être rattachée au style Plantagenêt. La partie inférieure accueille des faisceaux de colonnes ornées de chapiteaux formant une série d'arcades légèrement brisées, l'ensemble étant surmonté d'un lanternon surmonté d'une flèche en pierre. Une petite porte donne accès à un escalier à vis (non accessible à la visite) et à la plateforme sommitale, où brûlait autrefois le feu du souvenir. Le tertre qui sert de support à la lanterne est l'ancien ossuaire du cimetière, aujourd'hui désaffecté.
Elle fait l’objet d’un classement au titre des monuments historiques depuis le 12 juillet 1886. Elle a déjà bénéficié de deux campagnes de restauration, en 1906 et en 1995, et est répertoriée comme site archéologique.